# Jean-Claude Burckel
Jean-Claude Burckel, né le 26 juin 1935 à Strasbourg et mort le 19 octobre 2023 dans la même ville, est un homme politique français.

## Biographie
Il est le fondateur du lycée Charles de Foucauld à Schiltigheim.